# Religion en Guinée
- Islam (85,2 %)
- Christianisme (13,2 %)
- Croyances autochtones (0,2 %)
- Sans religion (1,2 %)

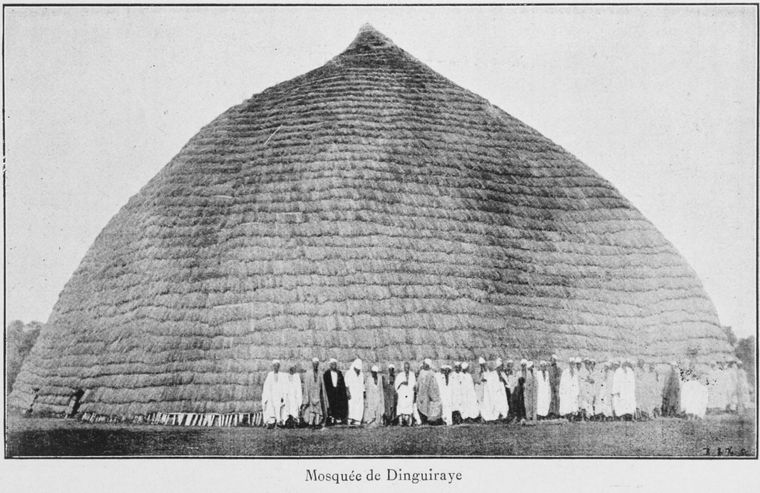
Mosquée de Dinguiraye

La religion en république de Guinée (pays d'environ 14 millions de Guinéens en 2022) se compose environ de 85,2 % de musulmans, 13,4 % de chrétiens et 0,2 % qui adhèrent aux croyances religieuses indigènes (religions traditionnelles africaines. Une grande partie de la population, à la fois musulmane et chrétienne, intègre également les croyances indigènes africaines dans leurs perspectives, en syncrétisme.
L'Association of Religion Date Archives (ARDA) compte 84,8% de musulmans, 3,7% de chrétiens et 11,3% d'animistes.

## Religions

### Islam

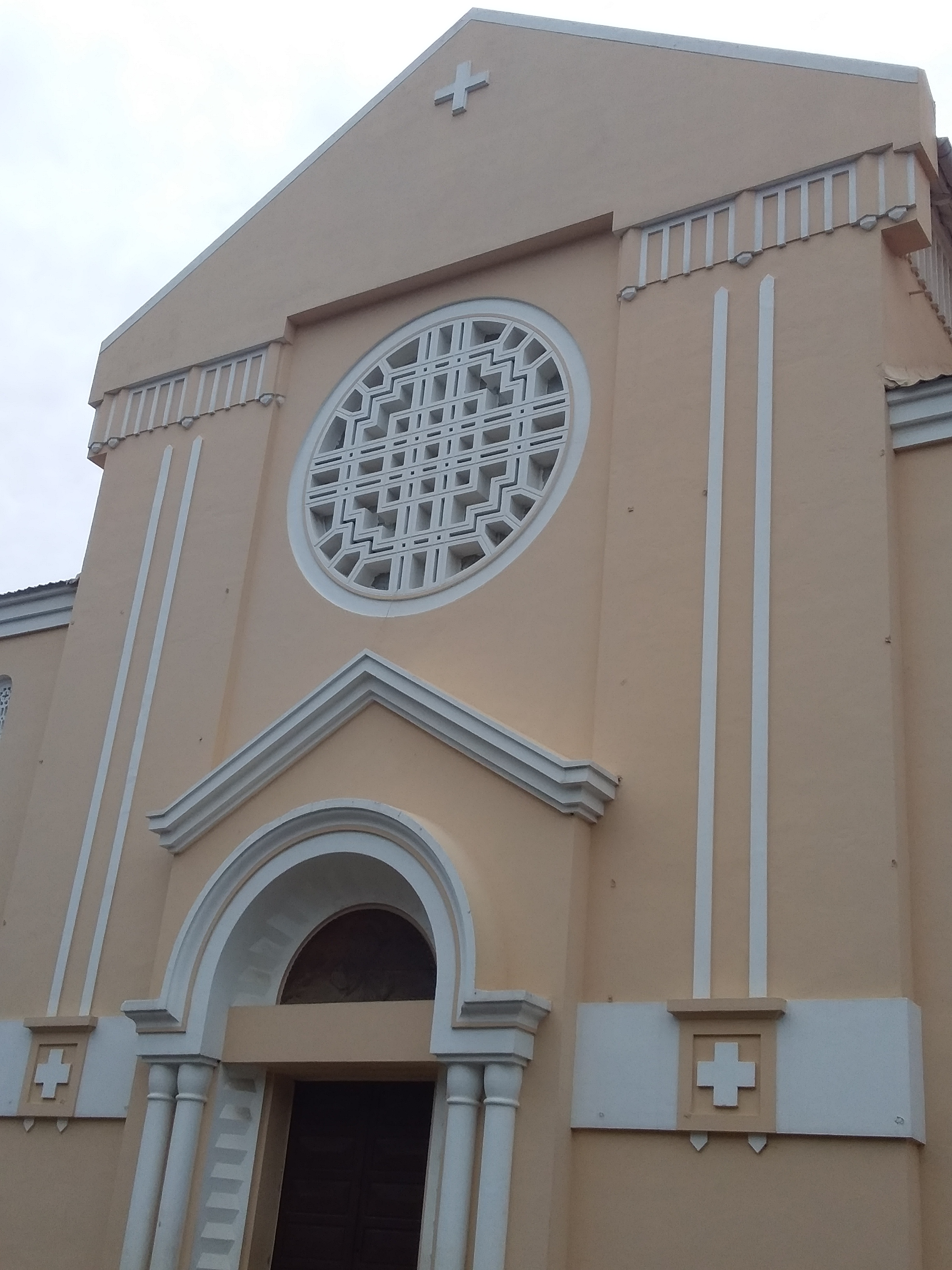
Cathédrale Sainte-Marie de Conakry

Les musulmans guinéens sont généralement sunnites de l'école jurisprudentielle malékite, influencés par le soufisme  avec de nombreux ahmadiyya.
Les musulmans sont généralement sunnites, bien que la population chiite soit en augmentation.

### Christianisme
Les groupes chrétiens comprennent les catholiques romains, les anglicans, les baptistes, les adventistes du septième jour et d'autres groupes évangéliques Les Témoins de Jéhovah sont actifs dans le pays et reconnus par le gouvernement.
- Christianisme en Guinée (en)
- Église catholique en Guinée (estimation de 250 000 membres)
  - Conférence épiscopale de Guinée (CEG)
  - Nonciature apostolique pour la Guinée (de)
  - Archidiocèse de Conakry, Cathédrale Sainte-Marie de Conakry (1928)
  - Diocèse de Kankan, Diocèse de N'Zérékoré
- Diocèse anglican de Guinée, de l'Église de la Province anglicane d'Afrique de l'Ouest (en)
- Personnalités : Philippe Kourouma (1932-2009), Robert Sarah (1945-), Vincent Coulibaly (1953-), Emmanuel Félémou (1960-2021), Raphaël Balla Guilavogui (de) (1964-), Moussa Dadis Camara (1964-), Alexis Aly Tagbino (de) (1972-)

### Autres religions
Il existe une petite communauté de la foi bahá'íe. Il y a un petit nombre d'hindous, de bouddhistes et de groupes religieux chinois traditionnels parmi la communauté des expatriés.

### Croyances traditionnelles

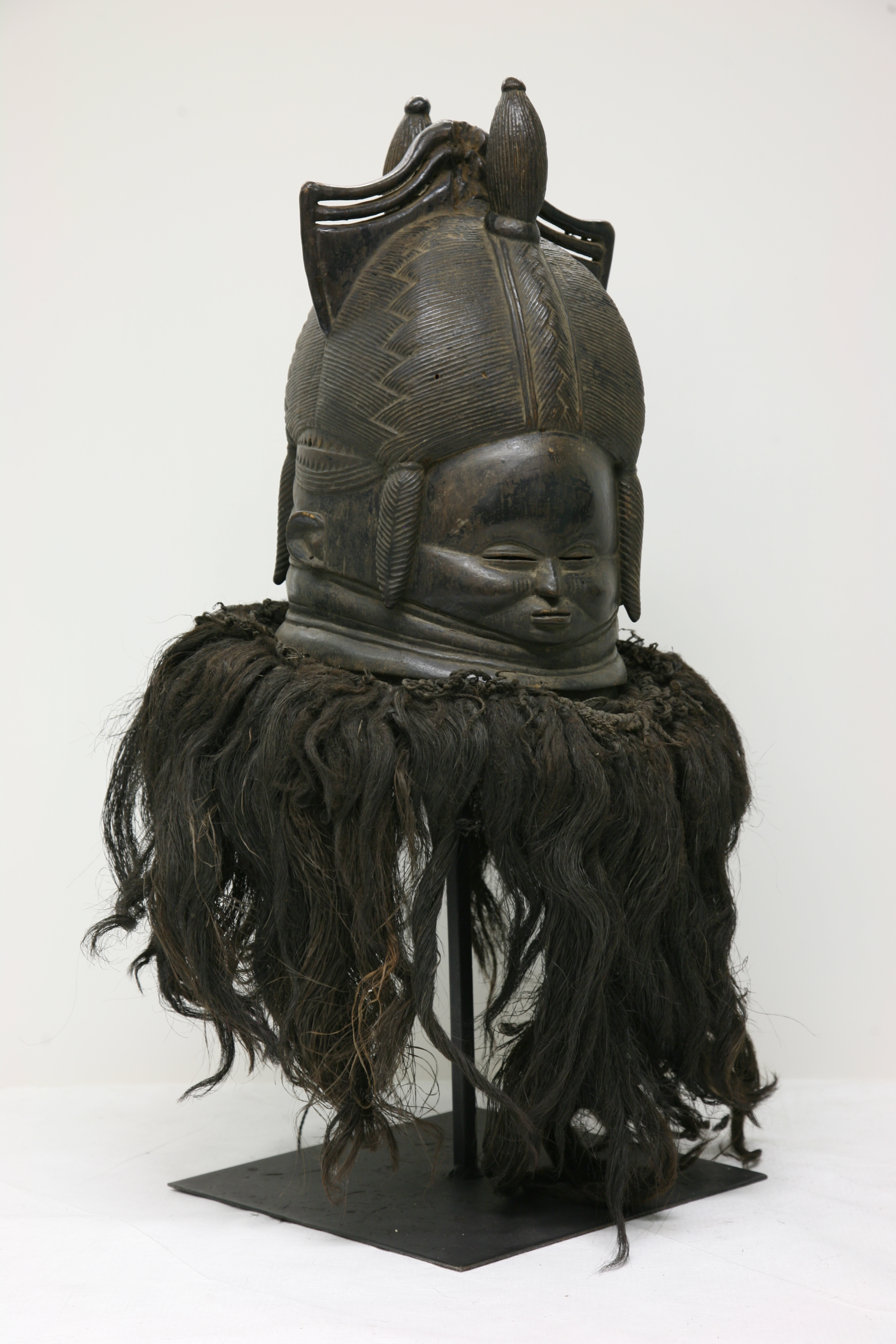
Un masque casque de la société Sande (1940-1965). La société Sande est une association secrète de femmes.

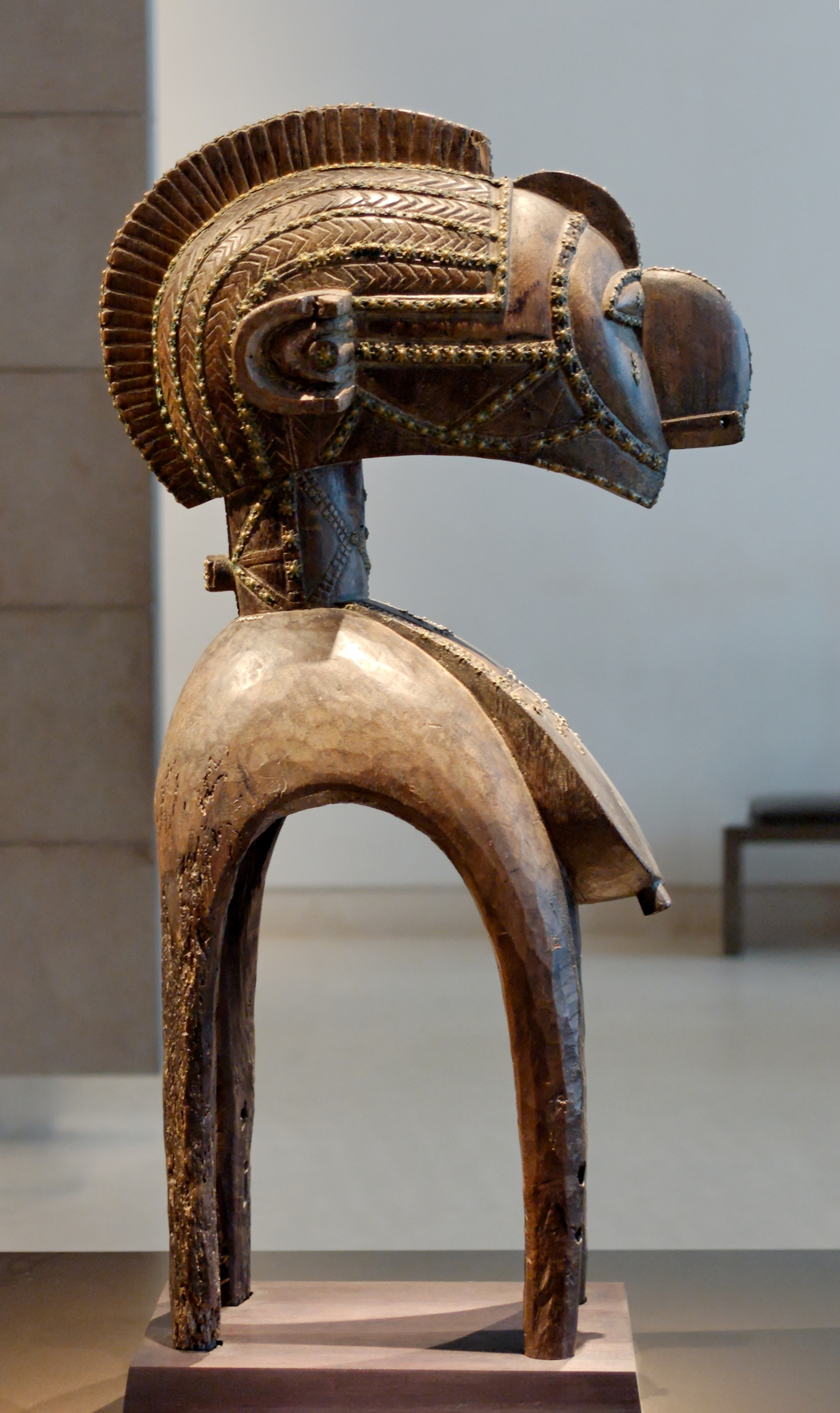
Masque nimba

La société Sande est une association secrète de femmes trouvée au Libéria, en Sierra Leone et en Guinée qui initie les filles à l'âge adulte, confère la fertilité, inculque des notions de moralité et de comportement sexuel approprié, et maintient un intérêt pour le bien-être de ses membres tout au long de leur vie. De plus, Sande défend les intérêts sociaux et politiques des femmes et promeut leur solidarité vis-à-vis de la société Poro, une institution complémentaire pour les hommes. Aujourd'hui, cette institution sociale se retrouve chez les Bassa, les Gola, les Kissi, les Kpelle, les Loma, les Mano et les Vai du Libéria.
Dans toute la région, la complémentarité des rôles de genre des hommes et des femmes – évidente dans des activités aussi diverses que l'agriculture, la production de tissus et les spectacles musicaux – s'exprime pleinement. Les associations de femmes Sande et d'hommes Poro alternent le contrôle politique et rituel de « la terre » (un concept englobant les mondes naturel et surnaturel) pour des périodes de trois et quatre ans respectivement. Pendant la souveraineté de Sande, tous les signes de la société masculine sont bannis,.
À la fin de cette période de trois ans, la direction Sande « cède la terre » à ses homologues de la Société Poro pendant encore quatre ans, et après une période de repos, le cycle rituel recommence. Les cycles d'initiation alternés de trois et quatre ans pour les femmes et les hommes respectivement sont un exemple de l'usage répandu des nombres 3 et 4 pour signifier le genre des personnes, des lieux et des événements ; ensemble, les nombres sont égaux à sept, un nombre sacré dans toute la région,.

## Géographie religieuse
Les musulmans constituent une majorité dans les quatre grandes régions de Guinée. Les chrétiens sont les plus nombreux à Conakry, dans les grandes villes, dans le sud, et dans l'est de la Région forestière[pas clair]. Les croyances religieuses indigènes sont les plus répandues dans la région forestière.

## Liberté de religion

### Protections formelles
La Constitution de la Guinée, bien que suspendue depuis la junte militaire de 2009 jusqu'après les élections démocratiques de 2010, écrit que la Guinée est un État laïc où tous jouissent de l'égalité devant la loi, quelle que soit leur religion. La constitution prévoit le droit des individus de choisir, de changer et de pratiquer la religion de leur choix.
Le Secrétariat des affaires religieuses du gouvernement guinéen vise à promouvoir de meilleures relations entre les confessions religieuses et à atténuer les tensions interethniques. Le secrétaire général des affaires religieuses nomme six directeurs nationaux pour diriger les bureaux des affaires chrétiennes, des affaires islamiques, des pèlerinages, des lieux de culte, des affaires économiques et de la dotation, et l'inspecteur général.
Les imams et le personnel administratif de la principale mosquée de la capitale Conakry, et des principales mosquées des principales villes des quatre régions, sont des fonctionnaires. Ces mosquées sont directement sous l'administration du gouvernement.
Le gouvernement observe les fêtes religieuses suivantes comme fêtes nationales : la naissance du prophète Mahomet, le lundi de Pâques, le jour de l'Assomption, l'Aïd al-Fitr, Tabaski et Noël.

### Dans la société guinéenne
Dans certaines parties de la Guinée, une forte pression familiale, communautaire, culturelle, sociale ou économique décourage la conversion de l'islam. Il a été signalé que dans la ville de Dinguiraye, une ville sainte pour les musulmans africains, la célébration publique de fêtes ou de festivals religieux non musulmans n'est pas autorisée. Les autorités de la ville de Dinguiraye ont également refusé l'autorisation de construire une église dans ses limites.

### Violences ethnoreligieuses
Il y a eu 3 jours de combats ethnoreligieux dans la ville de Nzérékoré en juillet 2013,. Les combats entre l'ethnie Kpelle, qui sont chrétiennes ou animistes, et l'ethnie Konianke, qui sont musulmans et proches de l'ethnie malinké plus large, ont fait au moins 54 morts. Les morts comprenaient des personnes tuées à la machette et brûlées vives. Les violences ont pris fin après que l'armée guinéenne a imposé un couvre-feu et que le président Alpha Condé a lancé un appel télévisé au calme.